# Microhoria cerrutii
Microhoria cerrutii is een keversoort uit de familie snoerhalskevers (Anthicidae). De wetenschappelijke naam van de soort is voor het eerst geldig gepubliceerd in 1976 door Bucciarelli.